# Valentin Lavillenie
Valentin Lavillenie (Barbezieux-Saint-Hilaire, 16 de julio de 1991) es un deportista francés que compite en atletismo. Su hermano Renaud compite en el mismo deporte.
Ganó una medalla de plata en el Campeonato Europeo de Atletismo en Pista Cubierta de 2021, en la prueba de salto con pértiga.

## Palmarés internacional
| Campeonato Europeo en Pista Cubierta | Campeonato Europeo en Pista Cubierta | Campeonato Europeo en Pista Cubierta | Campeonato Europeo en Pista Cubierta |
| Año                                  | Lugar                                | Medalla                              | Prueba                               |
| ------------------------------------ | ------------------------------------ | ------------------------------------ | ------------------------------------ |
| 2021                                 | Toruń (Polonia)                      | Medalla de plata                     | Salto con pértiga                    |